# 雙叉塔氏魚
雙叉塔氏魚，為黑頭魚科的其中一種，為深海魚類，分布於東太平洋加拿大卑詩省到祕魯；西南太平洋澳洲新南威爾斯海域，深度300-2000公尺，體長可達21公分，棲息在大陸坡中層水域，生活習性不明。

## 扩展阅读
維基物種上的相關：雙叉塔氏魚